# Kubanischer Militäreinsatz in Angola

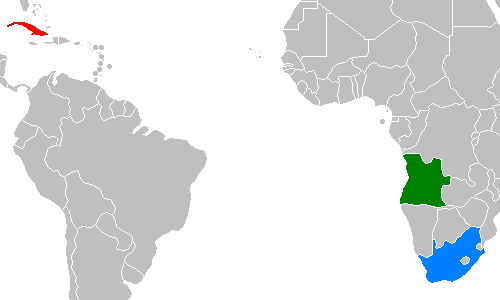
Kuba (rot), Angola (grün), Südafrika (blau)

Beim kubanischen Militäreinsatz in Angola intervenierte Kuba zwischen Herbst 1975 und Mai 1991 auf Seiten der angolanischen Befreiungsfront Movimento Popular de Libertação de Angola (MPLA). Dieses Eingreifen war ausschlaggebend dafür, dass sich die MPLA gegenüber den konkurrierenden Befreiungsbewegungen FNLA und UNITA durchsetzte, die erste Regierung des unabhängigen Angola stellte und sich anschließend im angolanischen Bürgerkrieg behauptete.
Des Weiteren förderte Kubas Einsatz die Unabhängigkeit Namibias und beschleunigte den Niedergang des Apartheidregimes in Südafrika.
Das kubanische Engagement in Angola umfasste neben dem militärischen auch noch einen bedeutenden zivilen Teil und begründete die seither guten angolanisch-kubanischen Beziehungen.

## Vorgeschichte

### Kubanischer Internationalismus

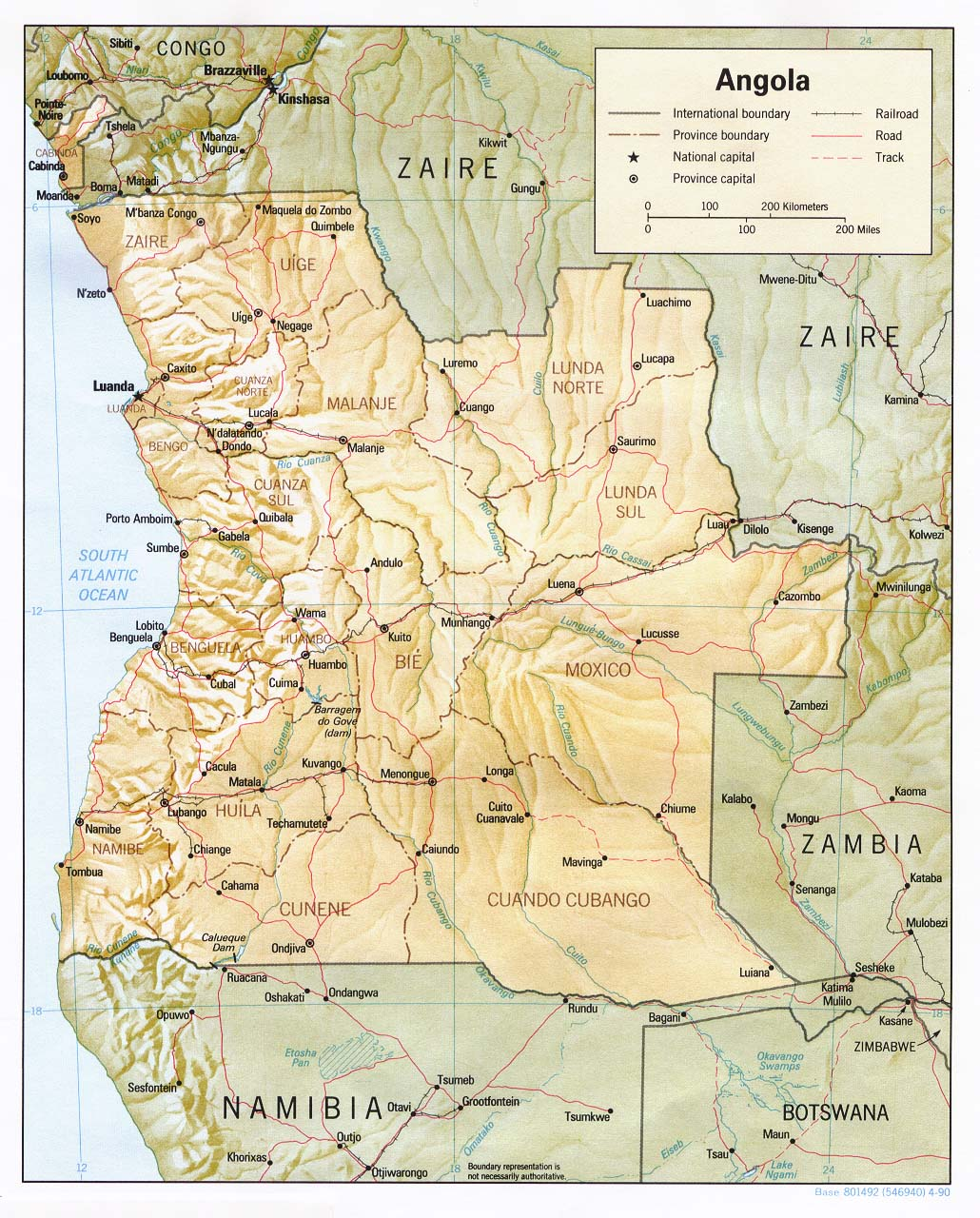
Geografische Karte Angolas

Von Anfang an definierte sich die kubanische Revolution internationalistisch und global ausgerichtet: Sie sollte sich auf möglichst viele andere Länder ausbreiten. Durch diese Verbindung aus Idealismus und außenpolitischer Überlebensstrategie übernahm Kuba schon ein Jahr nach der Revolution militärische und zivile Einsätze in der südlichen Hemisphäre. Obwohl es noch selbst ein Entwicklungsland war, unterstützte Kuba politische Gruppen in afrikanischen, lateinamerikanischen und asiatischen Ländern auf militärischem, medizinischem und pädagogischem Gebiet. Diese „Übersee-Abenteuer“ sorgten nicht nur in den USA für erhebliche Irritationen, sondern bereiteten auch der befreundeten Sowjetunion Kopfzerbrechen.
Ab Mitte der 1960er Jahre rückte Afrika ins Zentrum der außenpolitischen Aktivitäten Kubas, wo junge afrikanische Revolutionäre wie Patrice Lumumba, Amilcar Cabral und Agostinho Neto die Kubaner um Unterstützung für ihre Befreiungsbewegungen baten.
Mit dem Zusammenbruch der portugiesischen Kolonialmacht in Afrika und der Unabhängigkeit Angolas entschloss sich die kubanische Regierung im Herbst 1975 zu einem militärischen Eingreifen in großem Stil zur Verteidigung der befreundeten Befreiungsbewegung MPLA. Im Gegensatz zu anderen Engagements in Afrika, z. B. in Äthiopien, Guinea, Guinea-Bissau oder Benin, machte dieser Einsatz die Karibikinsel kurzzeitig mitten im Kalten Krieg zu einem „global player“. Kuba unterhielt darüber hinaus ein umfangreiches ziviles Entwicklungsprogramm in Afrika, in dem zehntausende kubanische Entwicklungshelfer (Ärzte, Pädagogen, Bauarbeiter, Techniker) tätig waren und die gleiche Anzahl junger Afrikaner kostenlos auf Kuba studierte.
Bereits 1961 unterstützte Kuba in seinem ersten Einsatz die Algerische Nationale Befreiungsfront (FLN) gegen Frankreich. Kurz nach der algerischen Unabhängigkeit brach das benachbarte Marokko einen Grenzkrieg vom Zaun, in dem Kuba erstmals Truppen nach Afrika entsandte. Aus einem Memorandum vom 20. Oktober 1963 des Majors Raúl Castro, Chef der kubanischen Streitkräfte, der den Einsatz leitete, an zwei Führer des Einsatzes in Algerien, Major Flavio Bravo und Major Jorge Serguera, geht hervor, dass Kuba großen Wert auf das korrekte Auftreten der Kubaner in einem fremden Land legte: Castro unterstreicht darin extreme Selbstkontrolle innerhalb der Truppe, zu der das Verbot alkoholischer Getränke und intimer Beziehungen zu Frauen gehörte, sowie Bescheidenheit, inständig darauf hinweisend, anständig und sittsam zu sein und sich nicht wie „Experten aufzuführen“. Außer den Verhaltensregeln bestärkte Castro die Truppen darin, „vollständige und absolute“ Rücksicht auf Sitten, Gebräuche und Religion zu nehmen. Als die Kubaner nach der Seereise in Algerien eintrafen, hatte sich Marokko wieder zurückgezogen.
1965 unterstützte Kuba einen Aufstand von Anhängern Lumumbas (Simba-Rebellion) im Osten des Kongos (heute Demokratische Republik Kongo) unter persönlicher Führung von Che Guevara. Unter den Aufständischen war Laurent-Désiré Kabila, der 30 Jahre später den langjährigen Diktator Mobutu Sese Seko entmachten sollte. Dieser geheime kubanische Einsatz erwies sich als völliger Fehlschlag. Dagegen hatte Kuba entscheidenden Einfluss im Unabhängigkeitskrieg von Guinea-Bissau gegen Portugal 1966 bis 1974.
Während der 1970er und 1980er Jahre verstärkte Kuba seine militärische Präsenz im Ausland, vor allem in Afrika. Zeitweise standen bis zu 50.000 Mann in Angola, 24.000 in Äthiopien und hunderte in anderen Ländern. Kubanische Streitkräfte spielten eine Schlüsselrolle im Ogadenkrieg zwischen Äthiopien und Somalia und unterhielten dort über ein Jahrzehnt eine substanzielle Garnison. In Mosambik ab 1977 und in Kongo-Brazzaville (heute Republik Kongo) waren sie als Berater tätig; letztere war ein wichtiger Stützpunkt für die Intervention in Angola.
Die kubanisch-sowjetischen Beziehungen waren nie einfach und Kubas Aktivitäten im Ausland führten in Moskau zu Irritationen. Diese Spannungen entgingen auch nicht dem US-Geheimdienst CIA, der in einem Bericht kurz nach dem Tode Che Guevaras bemerkte: „Breschnew hält Castro für irgendeinen Idioten und Castro hält vermutlich auch keine großen Stücke auf Breschnew“. Ein Großteil der Spannungen war gemäß dieser Analyse auf Kubas Unterstützung von Untergrundkriegen in vielen lateinamerikanischen Ländern zurückzuführen, während die Sowjetunion darauf aus war, gerade mit jenen Regierungen diplomatische und wirtschaftliche Bande zu knüpfen, die die Kubaner stürzen wollten.

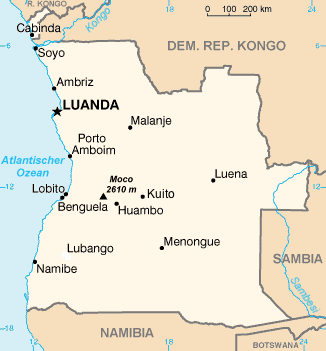
Karte Angolas

### Nelkenrevolution und Unabhängigkeit Angolas
Die Nelkenrevolution am 25. April 1974 in Portugal überraschte die übrige Welt und führte zur plötzlichen Unabhängigkeit der letzten Kolonien in Afrika, Angola, Kap Verde, Mosambik und São Tomé und Príncipe, ohne dass dafür weiter gekämpft werden musste. Guinea-Bissau, eine weitere portugiesische Kolonie in Afrika, hatte im Jahr davor seine Unabhängigkeit noch erkämpfen müssen. Mosambik wurde verhältnismäßig unproblematisch am 25. Juni 1975 in die Unabhängigkeit entlassen, auch Kap Verde und São Tomé und Príncipe erhielten im Sommer 1975 weitgehend unproblematisch ihre Eigenständigkeit. Angola dagegen wurde zum Zankapfel zwischen rivalisierenden Befreiungsgruppen MPLA, FNLA und UNITA im eigentlichen Angola sowie der FLEC in der Exklave Cabinda.
Bis dahin hatte, trotz erheblicher Gegensätze untereinander, der Befreiungskampf gegen die Portugiesen oberste Priorität. Anfangs hatten sie keine klaren bzw. festgelegten Bindungen und erhielten Unterstützung von einem großen Spektrum von Ländern, die teilweise mehrere Gruppen gleichzeitig oder auch abwechselnd unterstützten. Bis zur portugiesischen Revolution waren sie jedoch mehr oder weniger in das östliche (MPLA) oder westliche (UNITA, FNLA, FLEC) Lager gedriftet. Als Portugal von der Bildfläche verschwand, traten wieder ihre ethnischen und ideologischen Differenzen in den Vordergrund. Die Uneinigkeit, bzw. die Weigerung der drei Bewegungen zu gemeinsamen Verhandlungen, verhinderten die Machtübergabe durch die Portugiesen. Der Vertrag von Alvor, den sie am 15. Januar 1975 unterzeichneten, stellte dafür keine solide Basis dar. Vor allem kam keine Einigung zustande, wer den Interims- bzw. ersten Präsidenten Angolas vom Tag der Unabhängigkeit bis zur ersten Wahl stellen sollte.
Die Übergangsregierung, die dieser Vertrag vorsah, war zu gleichen Teilen von den drei Befreiungsbewegungen und Portugal besetzt und wurde am 31. Januar 1975 eingesetzt; der Tag der Unabhängigkeit war für den 11. November 1975 vereinbart, dem Tag des Waffenstillstandes. Die FLEC wurde an den Verhandlungen in Alvor nicht beteiligt, weil sie sich für die Unabhängigkeit Cabindas einsetzte, das von den Portugiesen als Exklave administrativ mit Angola verbunden worden war.

### Bürgerkrieg: Kampf um die Hauptstadt
In Luanda brachen schon zwei Wochen nach der Amtsübernahme durch die provisorische Regierung Kämpfe aus. Für die MPLA war dies der Beginn des „Zweiten Befreiungskrieges“. FNLA-Truppen, die von Zaire eingeflogen worden waren, begannen schon im Oktober 1974 in die Stadt einzurücken. Die MPLA, noch in interne Machtkämpfe verstrickt, folgte später und in kleinerer Zahl. Die Kämpfe verbreiteten sich schnell im ganzen Land. Jede Befreiungsbewegung wollte bis zur Unabhängigkeit die besten strategischen Ausgangspunkte innehaben; am wichtigsten war die Kontrolle über die Hauptstadt. In einer Besprechung des Nationalen Sicherheitsrates (NSC) der USA am 27. Juni 1975 machte Präsident Ford klar, dass es trotz der geplanten Wahlen wichtig sei, „seinen Mann“ zuerst reinzukriegen, womit er meinte, dass der Anführer der UNITA, Jonas Savimbi, vor den Wahlen Luanda in der Hand haben sollte. Nach Geheimgesprächen unter Beteiligung Südafrikas verbündeten sich FNLA und UNITA und zogen sich aus der provisorischen Regierung zurück, die offiziell am 14. August aufgehoben wurde.
Der MPLA gelang es bis zum 9. Juli, die FNLA aus Luanda zu vertreiben. Die FNLA nahm Positionen östlich von Kifangondo an den östlichen Ausläufern der Hauptstadt ein, wo sie ihren Druck auf die MPLA aufrechterhielt. In den Nordprovinzen Uige und Zaire, die die FNLA unter Kontrolle hielt, wurde die MPLA-Präsenz völlig eliminiert.

### Ausländische Interventionen
Die angolanischen Befreiungsbewegungen blickten auf eine lange Geschichte ausländischer Unterstützung zurück, die bereits in den frühen 1960ern gleich nach ihrer Gründung einsetzte. Diese Unterstützung kam aus allen Richtungen und mit dem Hauptaugenmerk der Bewegungen auf den Kampf gegen die Portugiesen war es nicht unbedingt von Anfang an erkennbar, in welchen politischen Lagern sie enden würden.
Die FNLA hatte ihre Basis in Zaire, von dem es den Großteil ihrer Unterstützung erhielt. Ihr Anführer Holden Roberto war über seine Ehefrau mit Mobutu verwandt und war ihm aufgrund früherer Gefälligkeiten verpflichtet. Dadurch wurde über die Jahre aus der FNLA kaum mehr als ein Zweig von Mobutus eigenen Streitkräften. Bei einem großen Teil der Unterstützung aus Zaire handelte es sich wiederum um Hilfe aus den USA, mit denen Mobutu auf sehr gutem Fuße stand. Die Regierung Kennedy hatte bereits 1960 die Unterstützung der FNLA aufgenommen. Zaire war das erste Land, das im März 1975 Truppen nach Angola entsandte und auch als erstes im gleichen Sommer in Kampfhandlungen gegen die MPLA verstrickt war. Ende Januar 1975, kurz bevor die provisorische Regierung gemäß Alvor-Abkommen das Amt übernehmen sollte, genehmigte eine hochrangige US-Regierungs-„policy making body“ 300.000 US-Dollar für die FNLA.
Die Kampfhandlungen in Angola brachen nur kurz nach dem Ende des Vietnamkrieges aus, und die USA reagierten daher empfindlich auf eventuelle weitere Rückschläge in anderen Regionen der Erde. Der Erfolg einer linken Befreiungsarmee mit Hilfe der UdSSR und Kubas hätte die erstmalige ernsthafte Einmischung des Ostblocks in die inneren Angelegenheiten eines afrikanischen Landes bedeutet, was die USA als strategische Bedrohung betrachteten.
In einer Sitzung des Nationalen Sicherheitsrates (NSC) am 27. Juni 1975 unter Teilnahme Gerald Fords (US-Präsident), Henry Kissingers (Außenminister), James Schlesingers (Verteidigungsminister), Donald Rumsfelds (Assistent des Präsidenten) und William Egan Colbys (CIA-Chef) und anderen, nahmen die USA die Entwicklung in Angola intensiver in Betracht, vor allem, weil sie auf die sowjetische Unterstützung der MPLA aufmerksam geworden waren. Sie stellten fest, dass die Portugiesen das Land ohne jede Vorbereitung auf die Unabhängigkeit aufgaben. Ihnen war klar, dass die Kontrolle der Hauptstadt Luanda die Macht über das gesamte Land bedeutete und zogen als Vergleich die Situation in Kongo-Leopoldville heran, wo es den USA und ihren Verbündeten gelungen war, im Bürgerkrieg die Hauptstadt Leopoldville (heute Kinshasa) und somit die Kontrolle über das ganze Land zu behalten bzw. zurückzugewinnen. In der Gesprächsrunde wurden die Optionen der USA erwogen: Neutralität und sich aus allem heraushalten oder eine diplomatische Offensive, von der Kissinger nichts hielt. In dem Protokoll folgt ein geschwärzter Abschnitt und aus dem Verlauf der weiteren Unterredung kann vermutet werden, dass Kissinger eine dritte Option aufführte, die die aktive Unterstützung der gegnerischen Befreiungsbewegungen UNITA und FLNA beinhaltete. Kissinger deutete an, dass das CIA-Oversight Committee bereits finanzielle und Waffenunterstützung genehmigt hatte. Die beiden ersten Optionen wurden aus verschiedenen Erwägungen und Gründen verworfen. Es folgen im Protokoll weitere geschwärzte Abschnitte. Eine aufschlussreiche Bemerkung Schlesingers ist, dass die USA auch den Zerfall Angolas fördern könnten. Wenn Mobutu die Exklave Cabinda in seinen Fängen hätte, wären die Erdölvorkommen weitaus sicherer. In jedem Fall war er der Ansicht, dass die USA im Falle einer Unterstützung sichere Erfolgsaussichten wollten, ansonsten sollten sie neutral bleiben. Für den Präsidenten erschien Untätigkeit nicht akzeptabel. Er beauftragte am Ende der Sitzung, die Optionen näher zu untersuchen. Am 18. Juli 1975 genehmigte Ford die CIA-Geheimoperation „IAFEATURE“ zur Unterstützung der FNLA und der UNITA mit Geld, Waffen und Ausbildern, wobei das Nachbarland Zaire, dessen Präsident Mobutu mit den USA befreundet war, als Vermittler fungierte. Darüber hinaus unterstützte Zaire die FLNA auch mit eigenen Einheiten.
Im Sommer 1974 waren die Chinesen die ersten, die 200 Militärausbilder in Zaire stationierten und FNLA-Truppen ausbildeten; sie gewährten auch militärische Unterstützung. Nordkoreaner, die Mobutus Elitedivision, die Kamanyola ausbildeten, trainierten ebenfalls die FNLA, zogen aber Ende Dezember 1975 ihre Unterstützung zurück.
Die UNITA, die 1965/1966 durch eine Abspaltung von der FNLA entstanden war, war ursprünglich maoistisch ausgerichtet und erhielt etwas Unterstützung aus China. Die USA stockten ihre Hilfe für die FNLA auf und bezogen erstmals die UNITA mit ein. Am 18. Juli 1975 genehmigte Ford die geheime CIA-Operation „IAFEATURE“ zur Unterstützung von FNLA und UNITA mit Geld, Waffen und Ausbildern. Amerikanische Ausbilder der CIA kamen Anfang August 1975 in Südangola an, wo sie eng mit südafrikanischen Ausbildern kooperierten, die etwa zur gleichen Zeit dort eintrafen.
Andere Länder mit eigenen geheimen Unterstützungsaktionen für die FNLA und UNITA waren Großbritannien und Frankreich.
Ostblockländer stellten erste Kontakte mit der MPLA während des Untergrundkrieges gegen die Portugiesen her. Ihre Unterstützung blieb geheim, kam nur in kleinen Dosen und versiegte manchmal ganz. Dies war beispielsweise der Fall, als die MPLA 1972 unter großen Druck der Portugiesen geriet und überdies von internen Streitigkeiten zerrissen war (Richtungskampf zwischen Agostinho Neto und Chipenda von 1972 bis 1974). Der kleine Fluss sowjetischer und chinesischer Hilfe, den sie die 1960er Jahre hindurch erhalten hatten, wurde unterbrochen; einzig aus Jugoslawien kamen noch nennenswerte Lieferungen.
Direkte Hilfe der Sowjetunion im Zusammenhang mit dem Bürgerkrieg begann 1975 durch Waffenlieferungen über Brazzaville und Dar-es-Salaam. Die Sowjetunion war mit ihrer Unterstützung für die MPLA immer etwas zurückhaltend. Sie misstraute Neto und ihre Beziehung blieb über die folgenden Jahre ambivalent. Selbst nach dem südafrikanischen Einmarsch schickte die Sowjetunion nur Waffen, aber keine Ausbilder für das immer komplizierter werdende Gerät. Unter den anderen Ostblockstaaten hatte die MPLA gut funktionierende Verbindungen zur DDR und Rumänien. Die DDR verschiffte größere Mengen an zivilem Material nach Angola.

## Südafrika und Kuba intervenieren

### Kuba und die MPLA vor dem Bürgerkrieg
Die ersten kubanischen Kontakte mit der MPLA reichen bis in die 1960er Jahre zurück. Erste Unterstützung erhielt die MPLA, als diese 1963 ihr Hauptquartier von Zaire nach Kongo-Brazzaville (früher: Französisch-Kongo) verlegte. 1966 reiste Neto, begleitet von Hoji Ya Henda, dem Oberkommandierenden der MPLA, nach Kuba, um Fidel Castro zu treffen. Der Kontakt der Kubaner mit der MPLA in Kongo-Brazzaville endete in einer Enttäuschung für beide Seiten, und die Beziehungen kühlten ab. Einige MPLA-Kämpfer wurden zur Ausbildung nach Kuba geschickt, und Kuba unterstützte die MPLA auf der internationalen Bühne, aber ansonsten gab es keine Kontakte.
In einem Vermerk vom 22. November 1972 des kubanischen stellvertretenden Innenministers Manuel Piñeiro Losada an Major Raúl Castro betreffs der Versendung einer Abordnung nach Angola und Mosambik heißt es: „Seit einiger Zeit sprechen wir über die Möglichkeit, nach Angola und Mosambik zu reisen, um die revolutionären Bewegungen in diesen Ländern kennenzulernen. Diese Bewegungen sind selbst jenen sozialistischen Ländern schleierhaft, die ihnen erhebliche Hilfe zukommen lassen. Die Recherche würde uns dabei helfen, diesen Bewegungen bessere, zielgerichtete Unterstützung zukommen zu lassen. Ich brauche kaum auf die Bedeutung dieser Länder hinzuweisen; man muss nur darauf hinweisen, dass eine Änderung im Verlauf der Kriege, die sich in beiden Ländern entwickeln, eine Verschiebung aller Kräfte auf dem afrikanischen Kontinent bedeutet. Es wäre das erste Mal, dass es zwei unabhängige Länder in Afrika gäbe, von denen ein größerer Krieg geführt werden könnte und die gemeinsame Grenzen mit einer Region hätten, die Ziel der meisten Investitionen ist und die ein Kerngebiet des Imperialismus darstellt: Südafrika, Rhodesien, Zaire und die portugiesischen Kolonien. Unsere Kameraden von der MPLA ließen uns letzten Mai folgende Anfrage zukommen:
- a) dass wir 10 Mann im Untergrundkrieg ausbilden …
- b) dass wir Piloten für eine DC3 senden …
- c) dass sie eine hochrangige Delegation nach Kuba senden wollen …

… Beide Bewegungen (FRELIMO und MPLA) werden unseren Besuch mit den Regierungen Tansanias und Sambias abstimmen, um eine sichere Durchreise unserer Kameraden durch ihre Gebiete zu ermöglichen…“.
Diese Überlegungen im Jahre 1972 zeigten keine Früchte, und Kubas Aufmerksamkeit blieb auf Guinea-Bissau gerichtet. Erst nach der portugiesischen Revolution überbrachte eine MPLA-Delegation in Kuba am 26. Juli 1974 eine Bitte um wirtschaftliche Unterstützung, militärische Ausbildung und Waffen. Anfang Oktober erhielt Kuba eine weitere Anfrage, dieses Mal jedoch noch dringlicher, für fünf kubanische Militärausbilder, um die Armee der MPLA, die FAPLA, aufzubauen. Im Dezember 1974 / Januar 1975 schickte Kuba eine Partei- und Regierungsdelegation, u. a. mit Major Alfonso Perez Morales und Carlos Cadelo nach Angola und Mosambik, um sich ein Bild über die Lage zu machen. Neto übergab den beiden in Dar-es-Salaam einen Brief vom 26. Januar 1975, in denen die Wünsche an Kuba aufgelistet waren:
1. Die Einrichtung und Unterhaltung einer Militärschule für Kader. Wir müssen dringend eine Einheit mit Sicherheitspersonal schaffen, und wir müssen Militärpersonal ausbilden.
2. Ein Schiff, um Kriegsmaterial, das wir in Dar-es-Salaam gelagert haben, nach Angola zu bringen. Die Anlieferung in Angola könnte außerhalb der Hoheitsgewässer stattfinden, wenn es sich um ein kubanisches Schiff handelt.
3. Waffen und Transportgerät für die Schnelleingreiftruppe (Brigada de Intervencion), die wir aufzustellen gedenken, sowie leichte Waffen für einige Infanteriebataillone.
4. Sende- und Empfangsgeräte, um die Kommunikationsprobleme mit den weiträumig verteilten Militäreinheiten zu lösen.
5. Uniformen und Militärausrüstung für 10.000 Mann.
6. Zwei Piloten und einen Flugmechaniker.
7. Unterstützung zur Ausbildung von Gewerkschaftsführern.
8. Unterstützung zur Einrichtung für Schulen für den Marxismus-Unterricht …
9. Literatur über politische und militärische Angelegenheiten, speziell Unterweisungs-Handbücher.
10. Finanzielle Unterstützung, solange wir uns aufstellen und organisieren.[20]

Obwohl Kuba die Einrichtung einer Militärmission in Angola in Erwägung zog, gab es wieder keine offizielle Reaktion auf diese Anfrage. Sie wurde erst im Mai 1975 wiederholt, als der kubanische Kommandeur Flavio Bravo mit Neto in Brazzaville zusammentraf, während die Portugiesen ihren Abzug aus den afrikanischen Kolonien vorbereiteten.
Die Hoffnungen der MPLA richteten sich hauptsächlich an den Ostblock, woher jedoch die Unterstützung nicht in dem Umfange eintraf, wie sie sie sich wünschten. Neto wird in einem kubanischen Bericht zitiert, dass er sich über die halbherzige Unterstützung der Sowjetunion beschwerte. Er brachte auch seine Hoffnung zum Ausdruck, dass Angola „eine bedeutende Angelegenheit im Kampf zwischen Imperialismus und Sozialismus“ wird. Aber weder die UdSSR noch die MPLA selbst rechneten mit dem Ausbruch eines größeren Krieges vor der Unabhängigkeit. Im März 1975 schickte die MPLA etwa 100 Mitglieder zur Ausbildung in die Sowjetunion; 100.000 US-Dollar, um die sie gebeten hatten, erhielt sie dagegen von Jugoslawien.

### Südafrikanisches Engagement in Angola
Auch Südafrika war darauf bedacht, die Etablierung eines marxistisch-sozialistischen Systems durch die MPLA in seiner Nachbarschaft zu verhindern, da es davon ausgehen konnte, das nächste Ziel der Befreiungsbewegungen zu sein.
Der plötzliche Abzug der Portugiesen aus Angola und Mosambik im Jahre 1974 beendete eine Phase militärischer und geheimdienstlicher Zusammenarbeit Südafrikas mit der Kolonialmacht gegen angolanische und namibische Befreiungsbewegungen, die bis in die 1960er Jahre zurückreichte. In der südafrikanischen Geschichtsschreibung begann ihr Engagement, das sie als „Südafrikanischen Grenzkrieg“ bezeichnen, im Jahre 1966, als es zu ersten größeren Auseinandersetzungen mit der SWAPO kam, die ihre Basis in Sambia hatte. Mit dem Verlust der Portugiesen als Verbündete und dem Aufkommen schwarzer Regierungen in den zwei ehemaligen Kolonien, verlor Südafrika einen geschätzten Puffer zwischen sich und Afrika. Dass diese neuen Regierungen auch noch linksgerichtet waren, verstärkte die Bedrohung für das Apartheidregime noch.
Am 14. Juli 1975 stimmte Premierminister Balthazar Johannes Vorster einer Waffenliste im Wert von 14 Millionen US-Dollar zu, die im Geheimen für die FNLA und UNITA beschafft werden sollten. Die ersten Lieferungen für die FNLA und UNITA aus Südafrika trafen im August 1975 ein.
Ab 9. August 1975 rückten Einheiten der südafrikanischen Armee (South African Defence Force, SADF) rund 50 km in Südangola ein, um die baulichen Anlagen des Cunene-Projekts bei Calueque am Kunene-Fluss, südafrikanische Investitionen für die Wasserversorgung in Nordnamibia und der vorgesehenen Elektrizitätsgewinnung in Ruacana, zu besetzen. Mit dem Schutz des Calueque-Staudamms nahe der Grenze zum damaligen Südwestafrika rechtfertigte Südafrika die erste Besetzung von Regionen innerhalb Angolas durch SADF-Einheiten.
Am 4. September genehmigte Vorster die Bereitstellung begrenzter Militärausbildung, Beratung und logistischer Unterstützung. Im Gegenzug würden FNLA und UNITA die SADF im Kampf gegen die SWAPO unterstützen. Darüber hinaus startete die SADF die Operations „Sausage II“, eine größere Jagd auf die SWAPO in Südangola.
Aufgrund der neuerlichen Erfolge der MPLA war das Gebiet der UNITA auf Teile in Zentralangola zusammengeschrumpft und es wurde Südafrika klar, dass die MPLA den Kampf ohne sein Eingreifen gewinnen würde.
Am 14. Oktober startete Südafrika die Geheimoperation „Savannah“ und die erste von mehreren Kolonnen, die Spezialeinheit „Zulu“ marschierte von Namibia in Angola ein und stieß sehr schnell nach Norden vor. Eine zweite Spezialeinheit, genannt „Foxbat“ landete Mitte Oktober in Angola. Die Operation sah die Ausschaltung der MPLA im südlichen Grenzgebiet, dann im südwestlichen Angola und in Zentralangola vor und schließlich die Einnahme Luandas.
Aus Dokumenten geht hervor, dass die USA im Vorfeld über das südafrikanische Engagement in Namibia und Angola im Bilde waren und militärisch mit Südafrika kooperierten, im Gegensatz zu dem, was Ford den Chinesen sagte, die die FNLA unterstützten und sich über das südafrikanische Engagement in Angola besorgt zeigten, und was Kissinger damals vor dem Kongress aussagte und in seinen Memoiren darstellte. Beispielsweise half die CIA den Südafrikanern, Schlüsselpositionen an der angolanischen Südfront einzunehmen.

### Kubanische Militärmission
Das Problem aller Befreiungsbewegungen lag im Mangel an ausgebildeten Fachkräften, insbesondere für die technisch immer komplizierter werdenden Waffensysteme. Bis Ende August hatte Kuba nur einige technische Berater in Angola, die der CIA aufgefallen waren. Neto hatte wiederholt und dringend um 100 kubanische Ausbilder gebeten, aber erst nach einer gründlichen Beurteilung der Situation vor Ort fiel die Entscheidung, vier militärische Ausbildungszentren, „Centros de Instruccion Revolucionaria“ (CIR) in Angola einzurichten.
Am 3. August 1975 reiste eine kubanische Delegation ein zweites Mal nach Angola, um die Lage im Land zu begutachten und die notwendige Hilfe abzuschätzen. In einem Vermerk vom 11. August 1975 an Major Raúl Castro unterrichtete Major Raúl Diaz Arguelles über die Gründe und den Inhalt des Besuches. Er wies auf die Aggression seitens der FNLA und Mobutus hin und auf die Entwicklung möglicher künftiger Aktionen, die bis zur Unabhängigkeit im November in Betracht gezogen werden, sowie auf die „Reaktionäre und Imperialisten, die alle möglichen Methoden anwenden würden, um die Kräfte der MPLA an der Machtübernahme zu hindern“. Die Delegation überbrachte der MPLA 100.000 US-Dollar.
Arguelles erwähnte auch, dass sich Neto über den „geringen Umfang der Unterstützung aus den sozialistischen Ländern beschwert hatte, und dass die UdSSR im Jahre 1972 Hilfe zurückgehalten hatte, obwohl sie uns jetzt sagten, dass sie uns mit Waffen unterstützen, aber es ist sehr wenig im Vergleich mit unserem großen Bedarf“. Arguelles stimmte mit Neto überein, dass die Fronten klar definiert seien, dass die FNLA und UNITA die internationalen imperialistischen Kräfte repräsentierten und die MPLA die fortschrittlichen und nationalen.
Nach der Rückkehr der Delegation erwogen die Kubaner die Optionen ihrer Ausbilder in Angola im Falle einer Invasion durch Südafrika oder Zaire. Sie müssten sich entweder auf einen Untergrundkrieg einlassen oder nach Sambia zurückziehen, wo Kuba dabei war, eine Botschaft zu eröffnen. Am 15. August 1975 drängte Castro die UdSSR, ihre Unterstützung für die MPLA zu verstärken und bot an, Sondereinheiten nach Angola zu entsenden. Die Sowjetunion lehnte ab.
Anstelle der beantragten 100 Ausbilder wurden die CIR mit fast 500 Kubanern ausgestattet, die ca. 5.300 Angolaner in drei bis sechs Monaten ausbilden sollten. Zu diesen 500 Mann zählten 17 in einer Sanitätsbrigade und 284 Offiziere. Die Verschickung begann Ende August und die am dringendsten benötigten Spezialisten benutzten internationale Linienflüge über Europa; die übrigen kamen auf Schiffen und zwei kubanischen Verkehrsflugzeugen. Die Ankunft von zwei kubanischen Schiffen in Angola Anfang Oktober 1975 wurde von der CIA vermerkt, ohne dass dies in Washington Besorgnis ausgelöst hätte.
Die CIR wurden in Cabinda, Benguela, Saurimo (ehemals Henrique de Carvalho) und in N’Dalatando (ehemals Salazar) eingerichtet. Die CIR in Cabinda machte mit 191 fast die Hälfte der gesamten Mannschaftsstärke in Angola aus; die übrigen CIR erhielten jeweils 66 oder 67 Mann. Einige wurden im Hauptquartier in Luanda stationiert und eine weitere im übrigen Land verteilt. Der Grund für die Stationierung des größten Kontingentes in Cabinda lag in der angenommenen Bedrohung, die Zaire für Cabinda oder die Republik Congo darstellte. Bis die CIR am 18. – 20. Oktober ihren Betrieb aufnehmen konnten, war, von der Welt unbemerkt, die Operation Savannah im vollen Gange.

## Bürgerkrieg Juli bis Dezember 1975

### Operation Carlota
Im Gegensatz zu den fortgesetzten Erfolgen der MPLA im Süden, wo sie zwölf Provinzen und die meisten städtischen Zentren unter ihre Kontrolle bekam, konnten sie an der Nordfront nur mit Mühe die gut ausgestattete FNLA und ihre Verbündeten von der Hauptstadt fernhalten. Die FNLA erhielt ab Ende Juli 1975 Nachschub aus den USA über Zaire. Zwischen Juli und November bewegte sich die Front zwischen Caxito und Kifangondo mehrere Male vor und zurück. Neto bat die Sowjetunion um mehr Unterstützung, aber diese hatte nicht die Absicht, sich vor der Unabhängigkeit mit Personal zu engagieren und schickte nur widerwillig mehr Waffen.
Vierzig Ausbilder der CIR Salazar waren die ersten Kubaner, die am 23. Oktober in Kämpfe um die Verteidigung Kifangondos verwickelt wurden. Eine zweite Gruppe unterstützte die MPLA am 28. Oktober im selben Verteidigungsabschnitt östlich von Kifangondo.

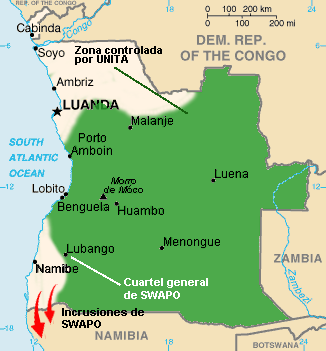
Maximale Ausdehnung des UNITA-Territoriums

Die Gebiete, die die MPLA gerade in Südangola erobert hatte, gingen sehr schnell an Südafrika verloren. Südafrikanische Berater und panzerbrechende Waffen trugen dazu bei, einen MPLA-Vorstoß auf Nova Lisboa (Huambo) Anfang Oktober abzuwehren. Bis zum 20. Oktober nahm Zulu Rocadas, bis zum 24. Oktober Sa da Bandeira und bis zum 28. Oktober Mocamedes ein. Am 2. und 3. November nahmen kubanische Ausbilder zum dritten Mal an Kämpfen teil, dieses Mal 35 bis 40 Mann von der CIR Benguela, die erfolglos mit der MPLA den südafrikanischen Vormarsch bei Catengue aufhalten wollten. Am 6. November nahm Zulu die von der MPLA aufgegebene Hafenstadt Benguela ein und hatte damit die Kontrolle über den Endpunkt der Benguelabahn. Einen Tag später nahm Zulu Lobito ein. In Zentralangola war zwischenzeitlich die Kampfgruppe Foxbat 800 km nach Norden in Richtung Luanda vorgestoßen. Die MPLA konnte nicht verhindern, dass die südafrikanische Armee (SADF) und die UNITA den gesamten Süden des Landes einnahmen und bis an 100 km an Luanda herankamen. Von Norden rückte die FNLA, logistisch von den USA unterstützt, mit zairischen Einheiten nach Luanda vor, von Süden die Südafrikaner und die UNITA. Trotz sowjetischer Waffenlieferungen zeichnete sich wenige Tage vor der Unabhängigkeit eine Niederlage für die MPLA ab.

### Kuba greift in die Kämpfe ein
Erst nach der schockierenden MPLA-Niederlage bei Catengue wurde den Kubanern klar, dass es sich um eine Invasion Südafrikas handelte und dass Luanda fallen würde, wenn sie nicht schnellstens eingriffen. Am 4. November 1975 entschied sich Fidel Castro für die Entsendung von Kampftruppen. Am selben Tag startete eine erste Maschine mit 100 Spezialisten für schwere Waffen, um die die MPLA im September gebeten hatte, nach Brazzaville; in Luanda traf die Truppe am 7. November ein. Am 9. November landeten die ersten zwei kubanischen Flugzeuge in Luanda mit den ersten 100 einer Spezialeinheit von 652 Mann. Die Operation Carlota hatte mit nur drei betagten Mittelstreckenpropellerflugzeugen Bristol Britannia begonnen, die auf der Strecke zweimal tanken mussten. Ein Artillerieregiment folgte per Schiff. Die oberste Priorität der Kubaner lag in der Verteidigung der Hauptstadt. Die MPLA hatte die Kubaner nicht um die Entsendung von Truppen gebeten. Die Angelegenheit war nur informell mit der Militärmission CIR besprochen worden.

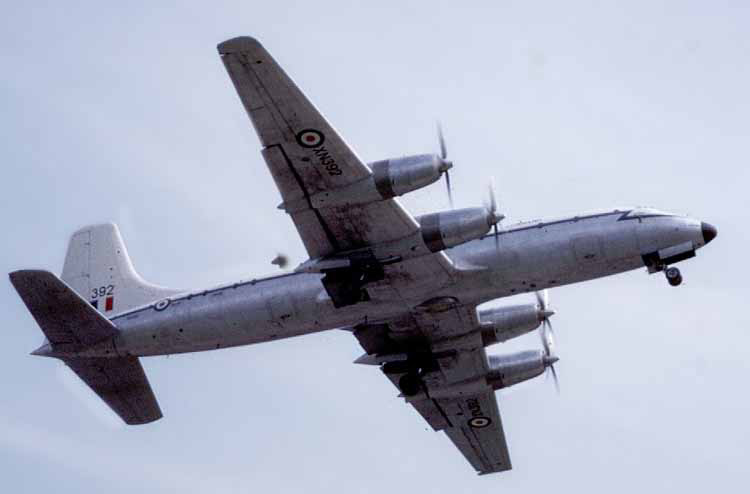
Bristol Britannia (1964)

Castro begründete die kubanische Intervention: „Als am 23. Oktober die Invasion Angolas durch reguläre Truppen Südafrikas begann, konnten wir nicht die Hände in den Schoß legen. Und als die MPLA uns um Hilfe gebeten hatte, boten wir die nötige Hilfe an, um zu verhindern, dass die Apartheid sich in Angola breit macht“.
Anders als die kubanischen Engagements in den 1960ern war diese Operation nicht geheim. Castro beschloss am 4. November 1975, sich in Angola in aller Offenheit zu engagieren und schickte Spezialtruppen und 35.000 Mann Infanterie. Mit der Operation Carlota wurde Kuba zu einem Hauptakteur im Angolakonflikt. Sie war benannt nach der Afrokubanerin Carlota (genannt La Negra Carlota), einer aus dem Volk der Yoruba in West-Afrika stammenden kubanischen Sklavin und eine der Anführerinnen einer Sklavenrevolte in Kuba am 5. November 1843. Die Entsendung dieser Truppen war nicht, wie insbesondere von den USA dargestellt, mit der UdSSR abgesprochen und traf diese völlig unvorbereitet. Die UdSSR musste dieses Vorgehen notgedrungen hinnehmen, unter anderem weil sie ihren wichtigen Vorposten in direkter Nähe zu den USA keinesfalls gefährden wollte, aber sie wollte den Einsatz in Grenzen halten. Erst nach zwei Monaten griffen sie den Kubanern beim Transport unter die Arme und sagten zehn Transportflüge von Kuba nach Angola zu.
Die wenigen kubanischen Truppen, die noch vor der Unabhängigkeit auf Seiten der MPLA eingreifen konnten, waren die Ausbilder der drei CIR, die 100 Spezialisten, die am 7. November eintrafen und 158 Spezialtruppen der Operation Carlota, die mit zwei Flügen am 9. November eintrafen. Die 100 Spezialisten und 88 der Spezialtruppen wurden von Luanda sofort in das 30 km entfernte Kifangondo (Nordfront) geschickt, wo eine Schlacht bereits in vollem Gange war. Sie unterstützten dort 850 MPLA- und 200 Katanga-Soldaten sowie den einzigen sowjetischen Ausbilder. Schwere Waffen waren bereits am 7. November aus Kuba mit einem Schiff eingetroffen, darunter Geschütze, Granatwerfer und sechs BM-21 Geschosswerfer, bestückt mit jeweils 40 Raketen.

### Nordfront
Zwei Tage vor der Unabhängigkeit kam die größte Bedrohung der MPLA von der FNLA, die direkt östlich von Kifangondo lag, unterstützt von drei Infanteriebataillonen aus Zaire, portugiesischen Söldnern und Militärberatern, darunter ein kleines CIA-Kontingent und eine südafrikanische Gruppe unter der Leitung von General Ben de Wet Roos. Sie hatten bereits eine erste Verteidigungslinie bei Porto Quipiri ca. 50 km vor Luanda durchbrochen.
Am 10. November gelang es der MPLA bei Kifangondo, mit kubanischer Hilfe den letzten großen Angriff der FNLA und ihrer Verbündeten abzuwehren und somit die Hauptstadt zu halten. Am selben Tag übergaben die Portugiesen die Macht an das „angolanische Volk“, und kurz nach Mitternacht rief Neto die Unabhängigkeit Angolas aus. Von der CIA und anderen Geheimdiensten bedrängt, riefen UNITA und FNLA die Demokratische Volksrepublik aus mit der vorläufigen Hauptstadt Huambo. Die beiden Gruppen konnten sich jedoch nicht auf eine gemeinsame Regierung einigen, und bereits am Vorabend der Unabhängigkeitserklärung brachen Kämpfe zwischen ihnen aus.
Es dauerte einige Tage, bis den USA klar wurde, wie deutlich die Niederlage der FNLA und der Zairer bei Kifangondo war. Aber selbst dann war ihnen die volle Bedeutung des kubanischen Eingreifens nicht bewusst, da für sie die Nachrichten aus dem Süden noch immer positiv waren. Kissinger und auch die Südafrikaner waren vom Umfang der kubanischen und sowjetischen Reaktion erschüttert. Die Angola-Sondergruppe im CIA-Hauptquartier in Langley war sich eines Sieges der Zairer und Südafrikaner so gewiss, dass sie am 11. November die angolanische Unabhängigkeit mit Wein und Käse in ihrem mit Girlanden geschmückten Büro feierte.
Die USA bestätigten die Anwesenheit kubanischer Truppen in Angola in einer offiziellen Verlautbarung am 24. November 1975. Kissinger bemerkte gegenüber dem venezolanischen Präsidenten Carlos Andrés Pérez: „Unser Geheimdienst ist so schlecht geworden, dass wir von der Versendung kubanischer Truppen erst erfuhren, als sie schon dort waren“. Zu jenem Zeitpunkt waren mehr kubanische Truppen, Spezialisten und zivile Techniker in Angola, als sich Kissinger vorstellte. In der Tat lagen so viele Schiffe in der Bucht von Luanda vor Anker, dass Neto gegenüber einem nahestehenden Funktionär bemerkte: „Das ist nicht richtig, wenn die Kubaner so weitermachen, werden sie sich ruinieren“. Es ist unwahrscheinlich, dass die Kubaner selbst eine Vorstellung davon hatten, auf was sie sich einließen und dass ihre Hilfe für Angola solche Ausmaße annehmen würde.
Aufgrund der intimen Feindschaft zwischen den USA und Kuba betrachteten die Amerikaner ein solches Auftreten der Kubaner als Niederlage, die nicht hingenommen werden konnte. Die USA gingen natürlich davon aus, dass die Sowjetunion hinter der kubanischen Einmischung stand. Auch stellten sie die Motive und den Zeitablauf in ihrer eigenen Version dar: Demnach musste Südafrika intervenieren, nachdem die Kubaner Truppen nach Angola zur Unterstützung der MPLA geschickt hatten.
Sie betrachteten den Krieg in Angola als wesentliche neue Herausforderung amerikanischer Macht durch ein expansionistisches Moskau, das durch die militärischen Erfolge über amerikanische Klientelstaaten in Indochina neues Selbstvertrauen gewonnen hat. Erst Jahre später wurde den Amerikanern klar, dass die Kubaner ohne Absprache mit der Sowjetunion gehandelt hatten und sie mit diesem Schachzug die Sowjetunion erst ins Spiel bringen wollten.
Castro sah das Verhalten der USA wie folgt: „Warum waren sie irritiert? Weshalb hatten sie alles geplant, um sich Angolas vor dem 11. November zu bemächtigen? Angola ist ein an natürlichen Ressourcen reiches Land. In Cabinda gibt es viel Erdöl. Manche Imperialisten fragen sich, weshalb wir den Angolanern helfen, welche Interessen wir hätten. Sie sind es gewohnt zu denken, dass ein Land einem anderen nur dann hilft, wenn es dessen Erdöl, Kupfer, Diamanten oder andere Bodenschätze will. Nein, wir verfolgen keine materiellen Interessen, und es ist logisch, dass die Imperialisten das nicht verstehen. Denn sie kennen nur chauvinistische, nationalistische und egoistische Kriterien. Wir erfüllen eine elementare Pflicht des Internationalismus, wenn wir dem Volk Angolas helfen“.
Am Tag der Unabhängigkeit hielt die MPLA kaum mehr als die Hauptstadt und einen Streifen Zentralangolas vom Ozean bis zur Grenze mit Zaire sowie Cabinda. Bis zum 8. November war es ca. 1000 MPLA-Kämpfern (FAPLA) und 232 Kubanern gelungen, die Exklave zu halten, die von zairischen Truppen, FLEC-Kämpfern und französischen Söldnern angegriffen worden war.
Bei einem hochrangigen Treffen am 3. Dezember 1975 während eines Staatsbesuches in China, u. a. mit US-Präsident Gerald Ford, Deng Xiaoping (Stellvertretender Premierminister und Stellvertreter Mao Zedongs), Qiao Guanhua (chinesischer Außenminister), Henry Kissinger (US-Außenminister), Brent Scowcroft (Assistent des Präsidenten für die NSA) und George H. W. Bush (Chef des US-Verbindungsbüros in Peking) wurden internationale Probleme besprochen. Ford hatte schon im Vorfeld dieser Besprechung mit Mao über Angola gesprochen. Obwohl die Chinesen früher auch die MPLA unterstützt hatten, bezogen sie nun die Seite der FNLA und UNITA. Dennoch waren sie aufgrund der schwarzafrikanischen Befindlichkeiten über das südafrikanische Engagement besorgt, dass sie als „das relativ komplexe und vorrangige Problem“ bezeichneten. Daraufhin versicherte Kissinger, dass die USA bereit seien, Südafrika aus dem Konflikt herauszudrängen, sobald eine alternative militärische Kraft geschaffen werden konnte. Und Ford sagte den Chinesen: „Wir hatten nichts mit dem südafrikanischen Engagement zu tun, und wir werden in Aktion treten, um Südafrika heraus zu bekommen, sofern ein Ausgleich für ihre Abwesenheit erhalten werden kann“.
Solange die Kubaner auf sich selbst gestellt waren, verlief der Truppenaufmarsch in Angola im Dezember und Januar langsam, aber stetig. Zwei Monate nach dem Beginn der Operation Carlota unterstützte die Sowjetunion ab dem 8. Januar 1976 die Operation mit zehn Charterflügen von Langstreckenmaschinen des Typs Il-62. Weitere Truppen kamen auch auf kubanischen Schiffen. Mit der zunehmenden Truppenzahl und besserer technischer Ausrüstung verbesserte sich ab Anfang Februar die Lage der MPLA zusehends. Die letzte Offensive im Norden hatte am 1. Januar begonnen – bis Ende Februar hatten die MPLA und 300 Kubaner die FNLA völlig aufgelöst und trieben die Reste zusammen mit der zairischen Armee über die Grenze. Die letzten Söldner verließen das Land schon am 17. Januar; das südafrikanische Kontingent an der Nordfront unter General de Wet Roos wurde sogar schon am 28. November per Schiff evakuiert.

### Süden: Südafrikas Vorstoß wird aufgehalten

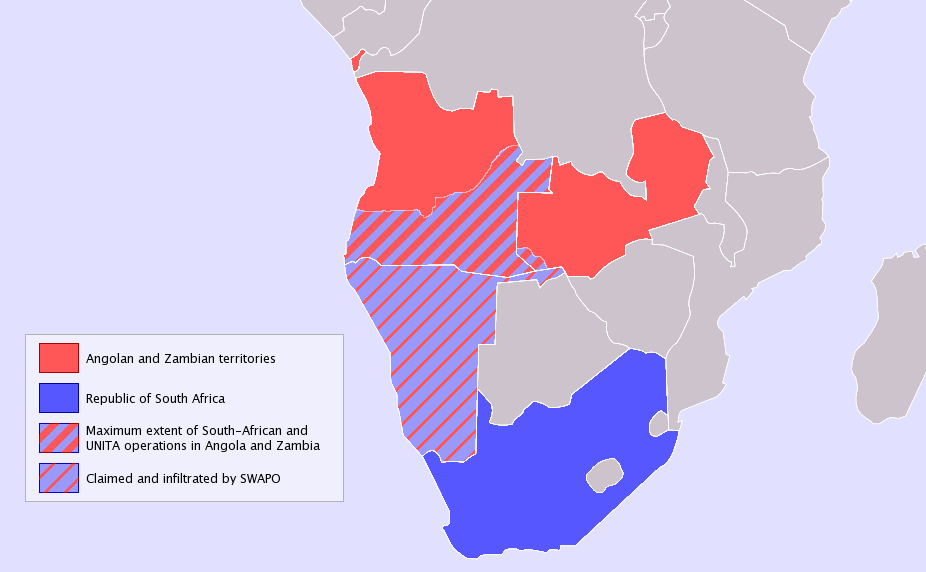
Schraffiert: Aktionsgebiete der südafrikanischen Armee

Im November und Dezember 1975 betrug die Truppenstärke der SADF in Angola 2.900 bis 3.000 Mann. Obwohl sie gegenüber der FAPLA und den Kubanern hinsichtlich dieser Stärke noch im Vorteil war, gelang es ihr trotz entschiedener Anstrengungen nicht mehr, von Novo Redondo weiter nach Norden zu dringen. Luanda blieb außer Reichweite. Bei einem letzten erfolgreichen Vorstoß am 11. Dezember nahm eine südafrikanische Sondereinheit mit UNITA-Truppen Luso an der Benguela-Bahn ein, das sie bis 27. Dezember hielten. Ab Mitte Dezember musste die Apartheidregierung die Wehrdienstzeit verlängern und Reservisten einberufen. Der Stillstand an der Front stellte nicht das einzige Problem Südafrikas dar. Die internationale Presse nahm erstmals Notiz von der Operation in Angola und die USA änderten ihre offizielle Politik.

## Reaktionen

### Die Welt nimmt Notiz
Den Südafrikanern war es gelungen, die Invasion in Angola eine ganze Weile vor der Welt verborgen zu halten. Selbst der MPLA war bis zum 23. Oktober nicht klar, dass es sich nicht um weiße Söldner, sondern um die SADF handelte, die von Süden her nach Luanda vordrang. Trotzdem dauerte es noch einen ganzen Monat, bis auch die Weltpresse von den Vorgängen Notiz nahm. Am 23. November verkündete eine bedeutende westliche Zeitung, die Washington Post, dass reguläre südafrikanische Truppen in Angola kämpfen. Obwohl andere Zeitungen sich mit solchen Meldungen noch immer Zeit ließen, z. B. die New York Times am 12. Dezember 1975, wurde die Tatsache allmählich international bekannt. Sogar die südafrikanische Bevölkerung selbst war im Dunkeln gelassen worden. Erst am 19. Dezember erfuhren die Menschen mehr über das, was dort als „Grenzkrieg“ bezeichnet wurde, als die Zeitungen Bilder von SADF-Soldaten veröffentlichen, die von der FAPLA und den Kubanern in Angola gefangen genommen worden waren. Als Folge dieses Bekanntwerdens bemühten sich auch noch die letzten wenigen Freunde oder Verbündeten um Abstand von dem Apartheidregime, und Pretoria wurde zunehmend isoliert. Sogar die UNITA machte Anstalten, ihr Gesicht zu wahren, indem sie Südafrika als „Invasoren“ bezeichnete.

### Entzug der offiziellen US-amerikanischen Unterstützung
Erst als die US-Regierung den Kongress um 28 Millionen US-Dollar für die Operation IA Feature bat, schenkte der Kongress den Vorgängen in Angola seine volle Aufmerksamkeit. Zwischenzeitlich waren „die Beweise für die südafrikanische Invasion überwältigend und der Geruch geheimer Zusammenarbeit mit Pretoria hing in der Luft. Was noch schlimmer war: die zunehmende Zahl kubanischer Truppen hatte die CIA-Pläne aus der Bahn gebracht und die Regierung schien ratlos zu sein, wie sie weiter agieren sollte“. Das Geld für IAFEATURE wurde nicht bewilligt und am 20. Dezember verabschiedete der Senat ein Gesetz, das die geheime Unterstützung antikommunistischer Kräfte in Angola untersagte. Später im Winter wurde durch einen Zusatz zum Gesetz über Auswärtige Hilfe (Foreign Aid Bill), den Dick Clark einbrachte, das Verbot noch ausgeweitet. Die US-Regierung griff zu anderen Mitteln, um die FNLA und UNITA zu unterstützen. Eines davon war das Anheuern von Söldnern. Die CIA startete ein Geheimprogramm zum Anwerben von Brasilianern und Europäern, hauptsächlich Portugiesen und Briten, um im Norden von Angola zu kämpfen. Insgesamt gelang es ihnen ca. 250 Mann anzuwerben, aber bis bedeutende Teile davon im Januar eintrafen, war der Krieg im Norden Angolas zugunsten der MPLA fast entschieden.
Ein Bericht Kissingers vom 13. Januar 1976 gibt einen Einblick in die Aktivitäten und Kampfhandlungen in Angola zu der Zeit (Auszug):
- 2. Es folgt ein aktualisierter Lagebericht, der auf vertraulichen Quellen beruht.

- A: Diplomatisch
- (1) Zwei kubanische Delegationen waren in Adis Abeba zugegen. Während der soeben zu Ende gegangenen OAU Konferenz, eine Delegation, angeführt von Osmany Cienfuegos Gorriarán, PCC … befasst mit Afrika und dem Nahen Osten und Mitglied des Zentralkomitees der PCC, besuchte den Kongo, Uganda und Algerien im Vorfeld der Versammlung. Eine andere Delegation wurde von Kubas Botschafter Ricardo Alarcon angeführt.
- (2) Ende Dezember, Anfang Januar besuchte eine MPLA-Delegation Jamaika, Guyana, Venezuela und Panama, um Unterstützung für ihre Sache zu gewinnen. Die Delegation ist noch immer in der Region.

- B: Militärisch
- (1) Es wird geschätzt, dass Kuba jetzt möglicherweise an die 9.000 Soldaten in Angola hat. Die Schätzung basiert auf der Anzahl der kubanischen Flüge und Schiffsfahrten, die bisher in Angola eingetroffen sind. Die militärische Hilfe kann Kuba den Gegenwert von 30 Millionen US-Dollar gekostet haben, die Kosten für den Transport von Personen und Material und für den Unterhalt der Truppen im Feld.
- (2) Kubanische Truppen trugen die Hauptlast im Kampf bei der MPLA-Offensive im Nordsektor letzte Woche, die zur Eroberung von Uige (Carmona) durch die MPLA führte. Möglicherweise bereitet sich die MPLA auf eine Offensive im Süden vor, teilweise auf Anfrage der SWAPO.
- (3) Es wird berichtet, dass in Luanda acht sowjetische Kampfflugzeuge zusammengebaut werden, vermutlich MiG-17. Die Flugzeuge kamen Ende Dezember und die Herkunft ist unbekannt. Acht MiG von unbekanntem Typus werden in Angola aus Nigeria erwartet. Zahlreiche kubanische Piloten kamen im Laufe des Dezembers an. Die Piloten fliegen viele Flugzeuge, die der MPLA jetzt zur Verfügung stehen, einschließlich einer Fokker F-27 Friendship. Die Kubaner werden die MiG-Flugzeuge fliegen.
- (4) Kubanische Truppen habe völlige Kontrolle über Luanda seit 9. Januar. Sie verantworten alle Sicherheitspatrouillen, bemannen Kontrollpunkte und werden anscheinend bald die Kontrolle über Gebäude und Gelände des Flughafens Luanda übernehmen.
- (5) Kuba nutzt möglicherweise IL-62 Flugzeuge (Kapazität 200 Passagiere) für seine Nachschubflüge. Die IL-62 hat die doppelte Kapazität der Bristol Britannia und der IL-18, die Kuba bisher benutzt hat und eine größere Reichweite. Außerdem verließen IL-62 Havanna nach Luanda am 10. und 11. Januar.

- C: Anderes: Alle zivilen portugiesischen Flüge, die jetzt in Luanda ankommen, bringen als Fracht so viele Lebensmittel wie möglich. Der Allgemeinheit zugängliche Nahrungsmittel sind knapp geworden. Gezeichnet: Kissinger[78]

„Der US-Geheimdienst schätzt, dass zum 20. Dezember 5.000 bis 6.000 Kubaner in Angola waren“. Kubanische Quellen deuten jedoch an, dass sich die Zahl um die 3.500 bis 4.000 hielt. Diese Zahlen würden mehr oder weniger einen kräftemäßigen Ausgleich mit den Südafrikanern an der Südfront hergestellt haben.

### Südafrika und UNITA ziehen sich zurück
Pretoria musste eine Entscheidung fällen, ob es in Angola weiterkämpfen und mehr Truppen einbringen wollte. Ende Dezember kam es zu hitzigen Debatten zwischen Vorster, Außenminister Muller, Verteidigungsminister Botha, dem Chef des südafrikanischen Büros für Staatssicherheit (BOSS) Hendrik van den Bergh und einiger weiterer Regierungsbeamter um das Abziehen oder Bleiben. Zaire, UNITA und die USA bedrängten die Südafrikaner zu bleiben. Aber die USA waren nicht bereit, die südafrikanische Invasion offen zu unterstützen oder weitere militärische Hilfe im Falle einer Eskalation zu garantieren. Von den kubanischen Leistungen und der kalten Schulter des Westens ernüchtert, zog es Pretoria vor, seine Truppen aus Angola zurückzuziehen. Am 30. Dezember entschied Vorster den Abzug nach der Eilsitzung der OAU in Adis Abeba am 13. Januar auf eine Linie 50 bis 80 km nördlich der namibischen Grenze.
Die gedrückte Stimmung der Regierung in Pretoria kommt in einer Rede Bothas zum Ausdruck, die er am 17. April 1978 vor dem südafrikanischen Parlament hielt: „Gegen welche Nachbarstaaten haben wir aggressive Schritte unternommen? Ich kenne nur einen Fall in den letzten Jahren, als wir eine Grenze überschritten, und das war im Falle Angolas, als wir dies mit der Zustimmung und dem Wissen der Amerikaner taten. Aber sie ließen uns im Stich. Wir werden diese Geschichte am Leben erhalten: Die Geschichte muss ausgesprochen werden und wie wir, mit ihrem Wissen, dort reingingen und in Angola mit ihrem Wissen operierten, wie sie uns zum Handeln ermutigten und, als wir kurz vor dem Höhepunkt standen, wir gewissenlos im Stich gelassen wurden“. Im Laufe des Januar 1976 gab die SADF Cela auf, am 25. Januar Novo Redondo und die FAPLA und die Kubaner nahmen erste kleine Vorstöße in den Süden vor. Aber abgesehen von kleineren Nachzugsgefechten blieben sie auf Abstand zu den abrückenden Südafrikanern. Bis Anfang Februar 1976 war die SADF weit in den Süden Angolas abgezogen und ließ Minenfelder und gesprengte Brücken zurück. 4 bis 5 tausend Soldaten sollten einen bis zu 80 km tiefen Streifen entlang der namibischen Grenze halten, bis Angola zumindest die Zusicherung gab, dass sie der SWAPO keine Rückzugsgebiete mehr stellt und dass sie weiterhin Strom von den Cuene Dämmen nach Namibia liefert.
Ohne die südafrikanische Unterstützung brach die UNITA unter den FAPLA-Attacken zusammen. Was von ihnen übrig blieb, zog sich nach Zaire zurück. Insbesondere unter den afrikanischen Ländern war die UNITA aufgrund ihrer engen Kontakte zum Apartheidregime, der CIA und den weißen Söldnern diskreditiert. „Savimbis Karriere schien vorbei zu sein. Aber er wurde vom kalten Krieg und seinem Nutzen für die USA und Südafrika gerettet.“
Das kubanische Engagement in Angola hatte eine Reihe weiterreichender Folgen:
1. Zunächst gewann und hielt es das Land für die MPLA trotz starker Bestrebungen, hauptsächlich durch die USA und Südafrika, eine linksgerichtete Bewegung von der Macht fernzuhalten. Südafrika konnte nicht verhindern, dass linke, anti-apartheid-Regierungen in allen unabhängig gewordenen Nachbarstaaten an die Macht kamen[90][91] und dass die SWAPO wieder ihre Positionen auf angolanischer Seite der namibischen Grenze bezog. Viele Militärbeobachter bezeichnen den 27. März 1976 als den eigentlichen Beginn der SWAPO Untergrundaktionen in Namibia.[92]
2. Die südafrikanische Zeitung Rand Daily Mail bezeichnete als den Nachlass Angolas einerseits den Schlag gegen den südafrikanischen Stolz. Sich zurückziehen zu müssen ohne jeglichen Gewinn wurde als beschämend betrachtet.[93] Der pensionierte südafrikanische Brigadegeneral J. G. Willers bezeichnete Angola als die Schweinebucht Südafrikas.[94][95] Andererseits stellte Angola einen Schub für das afrikanische Nationalbewusstsein dar, das nun darauf verweisen konnte, dass sich Südafrika zurückziehen musste.[96] Die südafrikanischen Schwarzen erkannten nun, dass die SADF verwundbar ist und ihr Stolz drückt sich aus in der Aussage: „Ihre rassistische Arroganz schrumpfte zusammen, als sie von unseren MPLA-Kameraden abgezogen wurden“.[97][98][99]
3. Eine andere Sichtweise für das restliche Subsahara-Afrika war, dass „in Angola schwarze Truppen – Kubaner und Angolaner – weiße Truppen in einem militärischen Kampf geschlagen hatten. Im Hautfarben-Kontext war es egal, ob die Hauptlast der Kämpfe von den Kubanern oder Angolanern getragen wurde. Hauptsache sie haben gewonnen und waren nicht weiß. Der psychologische Vorteil, den der weiße Mann über 300 Jahre Kolonialzeit genossen und ausgenutzt hat, schmilzt dahin. Der weiße Elitismus hat in Angola einen irreversiblen Schlag erhalten und die Weißen die dort waren, wissen es“.[100] Ein südafrikanisches Parlamentsmitglied warnte: „Wir müssen mit einer Verhärtung der Ansichten unserer eigenen nicht-weißen Bevölkerung rechnen“.[101] Folglich wurde Castro auf einer Rundreise nach den Unabhängigkeitsfeierlichkeiten in Luanda von den meisten afrikanischen Staaten als Held gefeiert.[46][6]

Der UN-Sicherheitsrat trat zusammen, um „den Akt der Aggression durch Südafrika gegen die Volksrepublik Angola“ zu beraten und bezeichnete Südafrika am 31. März 1976 als Aggressor und forderte Schadensersatz an Angola für die Kriegsschäden. Südafrika fand sich auf der internationalen Bühne völlig isoliert.

## Bürgerkrieg 1976 bis 1988

### Kubanisches Engagement
Auf dem Höhepunkt der Truppenstationierung in Angola hatte Kuba 35.000 bis 40.000 Mann im Lande. Darüber hinaus kamen immer mehr zivile Kräfte, Techniker, medizinisches Personal und Lehrer, um die Lücken zu füllen, die die abgezogenen Portugiesen hinterlassen hatten. Nach dem Abzug der Südafrikaner war die FNLA völlig aus Angola verschwunden und die UNITA hatte sich weitgehend nach Zaire zurückgezogen. Die MPLA-Regierung wurde international anerkannt, aber nicht von den USA.
Als der Sieg gesichert war, vereinbarten Castro und Neto auf einem Treffen in Conakry am 14. März 1976, dass die Kubaner langsam wieder abziehen würden. Es sollten nur so viele Soldaten zurückbleiben, wie für den Aufbau einer starken, modernen Armee nötig waren, die die künftige interne Sicherheit und nationale Unabhängigkeit gewährleisten kann. Bis Ende Mai waren bereits über 3.000 Soldaten nach Kuba zurückgekehrt und viele weitere waren auf dem Weg.

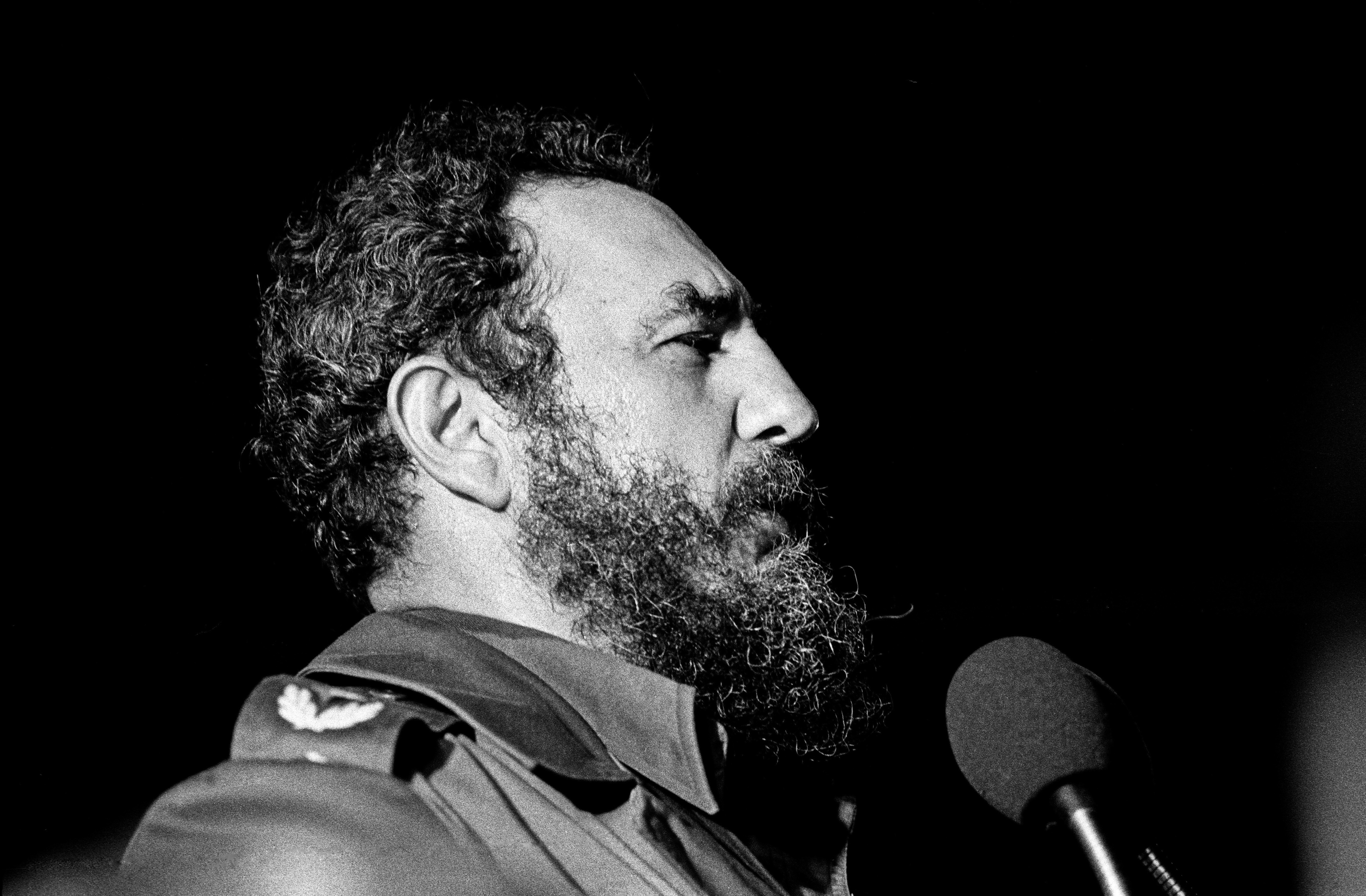
Fidel Castro 1978 bei einer Rede in Havanna, Foto: Marcelo Montecino.

Die Kubaner hatten hochfliegende Hoffnungen nach ihrem Sieg in Angola. In Zusammenarbeit mit der UdSSR hätten sie das ganze südliche Afrika vom US- und chinesischen Einfluss befreien können. Sie errichteten in Angola ein Ausbildungslager für namibische, rhodesische und südafrikanische Befreiungskämpfer. Aber ein weiteres Ergebnis der Ereignisse in Angola 1976 war die erhöhte amerikanische Aufmerksamkeit bezüglich der Vorgänge in Afrika, insbesondere im südlichen Teil des Kontinentes. Kissinger war besorgt, „wenn die Kubaner dort engagiert sind, ist Namibia als nächstes dran und danach Südafrika selbst“. Um sich in den Augen Subsahara-Afrikas von den Ausgestoßenen zu distanzieren, nahmen sie auch in Kauf, das weiße Regime in Rhodesien nicht mehr zu unterstützen, ein Preis den die USA zahlen wollte, um dem Kommunismus Einhalt zu gebieten. Innerhalb von fünf Jahren nach der Unabhängigkeit Angolas ging der unabhängige schwarz-regierte Staat Simbabwe aus Rhodesien hervor. Der ehemalige rhodesische Premierminister Ian Smith hatte geschworen, dass dies in 100 Jahren nicht passieren würde.
In den folgenden Jahren war Kuba weiterhin in einer Reihe afrikanischer Staaten engagiert. 1978 schickte Kuba 16.000 Soldaten nach Äthiopien (Ogadenkrieg), aber diesmal in Absprache mit der Sowjetunion. Darüber hinaus war Kuba mit kleineren militärischen Missionen in der Republik Kongo, Guinea, Guinea-Bissau, Mosambik und Benin aktiv. Technisches, pädagogisches und medizinisches Personal arbeitete zu Zehntausenden in mehr Ländern des Kontinentes: u. a. in Algerien (Tindouf), Mosambik, Republik Kongo, Guinea, Guinea-Bissau, Benin, Kap Verde, Äthiopien, Sao Tome and Principe und Tansania. Bis zu 18.000 Studenten aus diesen Ländern studierten auf Kosten Kubas pro Jahr auf der Insel.

### Verlauf 1976
In der Folgezeit bis Ende der 1970er Jahre rückte Angola jedoch weitgehend aus dem Blickfeld des internationalen Interesses, obwohl die Kämpfe im Lande weitergingen. Im Süden sickerte die UNITA wieder ein und stellte, nach wie vor von Südafrika unterstützt, eine Bedrohung dar. Der Regierung gelang es nicht, die Kontrolle über das ganze Land zu halten. Die kubanische Militärpräsenz, die nach der Unabhängigkeit weitgehend reduziert worden war, wurde aufgrund von Spannungen, zu denen es im Zusammenhang mit dem Shaba-Konflikt mit Zaire im März 1977 kam, wieder aufgestockt. Mobutu warf Angola vor, den Angriff der FNLC (Front national de libération du Congo – Kongolesische Befreiungsfront) auf die zairische Provinz Shaba angezettelt und unterstützt zu haben. Neto dagegen warf Mobutu vor, der FNLA und FLEC Unterschlupf zu gewähren. Nur zwei Monate später spielten Kubaner eine Rolle bei der Stabilisierung der Neto-Regierung und der Niederschlagung der Nitista-Revolte, als sich Nito Alves und Jose van Dunem von der Regierung trennten und einen Aufstand führten. Alves und Neto glaubten beide, dass die UdSSR den Sturz Netos unterstützten, ein weiterer Hinweis auf das gegenseitige Misstrauen zwischen der Sowjetunion und Neto sowie auf die unterschiedlichen Interessen zwischen Kuba und der Sowjetunion. Raúl Castro schickte zusätzliche 4.000 Soldaten, um weiteren Unfrieden innerhalb der MPLA-Führung zu verhindern und traf sich mit Neto im August, um die kubanische Solidarität mit seiner Regierung zu bekunden. Im Gegensatz dazu stieg Netos Misstrauen gegenüber der Sowjetunion und die Beziehungen verschlechterten sich.

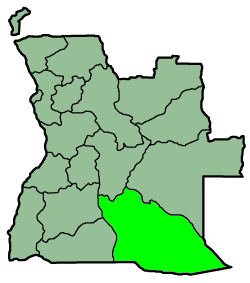
Angola, hellgrün: Provinz Cuando Cubango

Nach ihrem Rückzug aus Angola führten die Südafrikaner Krieg gegen die SWAPO vom angrenzenden Namibia aus. Diese operierte vom südlichen Angola aus gegen die südafrikanische Besatzung in Namibia mit Unterstützung der angolanischen Regierung. Mit ihrer Unterstützung für die UNITA gewann sie auch diese für den Kampf gegen die SWAPO, um ihnen ihr sicheres Rückzugsgebiet im Süden Angolas zu nehmen. Die SADF richtete Militärbasen in der Provinz Cuando Cubango im südöstlichen Angola ein und die südafrikanische Luftwaffe (SAAF) gab der UNITA Luftunterstützung von namibischen Basen aus. Südafrika unternahm große Anstrengungen, um das Ansehen Savimbis im Ausland, insbesondere in den USA, aufzupolieren. Auf Savimbi, den Freund afrikanischer Tyrannen, wurde im Weißen Haus angestoßen und er wurde von der Rechten in vielen Ländern gefeiert.

### Verlauf 1977 bis 1987
Im Jahre 1977 bildeten Großbritannien, Kanada, Frankreich, USA und das damalige Westdeutschland die informelle sogenannte „Kontaktgruppe“, die mit Südafrika die Umsetzung des UN-Planes für freie Wahlen in Namibia aushandeln sollte. Pretoria lehnte jedoch diesen Plan grundsätzlich ab, der ihrer Meinung nach zugunsten der Einrichtung einer SWAPO-Regierung voreingenommen war.
Aufgrund zunehmender südafrikanischer Vorstöße und der Ausbreitung der UNITA nach Norden ab 1978 war die angolanische Regierung gezwungen, ihre Ausgaben für sowjetische Rüstungsgüter zu erhöhen und hing immer mehr von sowjetischem, ostdeutschem und kubanischem Militärpersonal ab. Die ersten SADF-Vorstöße in großem Maßstab fanden im Mai 1978 statt, als die Südafrikaner ein namibisches Flüchtlingslager bei Cassinga überfielen, wobei hunderte von Menschen ums Leben kamen. Nach der Bombardierung von Lubango Ende 1979 war ein unerklärter Grenzkrieg in vollem Gange.
Nach dem Tode Netos am 10. September 1979 in Moskau, wo er in medizinischer Behandlung war, wurde José Eduardo dos Santos sein Nachfolger. Kaum einen Monat später wurde Ronald Reagan Präsident der USA, der eine härtere Gangart gegen Angola einlegte: Die Kubaner sollten unbedingt aus Angola vertrieben werden. Die Regierung Reagan nahm die Unterstützung der UNITA wieder auf und mit Unterstützung der USA wurde die UNITA ab 1986 ausgerüstet. Sie erhielt unter anderem FIM-92 Stinger-Raketen, ein Waffensystem, das die USA nur engsten Verbündeten vorbehalten hatten.
In ihrem Bestreben, die UdSSR und Kuba aus Angola zu vertreiben, klinkten sich die USA in den frühen 1980ern direkt in die Verhandlungen mit Angola ein. Angola verwies darauf, dass es ohne Gefahr die Zahl der kubanischen Truppen und sowjetischen Berater reduzieren könnte, wenn es nicht die ständigen südafrikanischen Übergriffe und Bedrohung der Südgrenze gäbe. Die offensichtlichste Lösung war die Unabhängigkeit Namibias, das von Südafrika aufgegeben werden müsste. Nachdem Pretoria aber eine linksgerichtete Regierung in Angola akzeptieren musste, widerstrebte es ihnen, die Kontrolle Namibias aufzugeben, zumal die Möglichkeit bestand, dass die ersten Wahlen von der SWAPO, der „traditionellen Nemesis“ Südafrikas, gewonnen werden würde. Sie nahmen weiterhin an den Gesprächen mit der Kontaktgruppe während der frühen 1980er Jahre teil, zwar immer zum Handeln, nicht aber für eine Übereinkunft, bereit. Kuba, nicht an diesen Verhandlungen beteiligt, war grundsätzlich mit einer Lösung einverstanden, die Namibia den Weg in die Unabhängigkeit ebnete. Die Gespräche zeigten jedoch bis gegen Ende der zweiten Amtszeit Reagans keine Früchte.
Nachdem die von der UN geförderten Gespräche über die Zukunft Namibias Ende Januar 1981 gescheitert waren, erhöhte Südafrika den militärischen Druck gegen angolanische Ziele und die SWAPO. Im August 1981 startete die SADF die Operation Protea, wobei einige Tausend Soldaten 120 km weit nach Südwestangola vordrangen. Dabei gingen sie nicht nur gegen die SWAPO vor, sondern intensivierten offen ihre Angriffe auf wirtschaftliche angolanische Ziele und besetzten angolanisches Gebiet, insbesondere in der Provinz Cunene. In den Jahren 1982 und 1983 beteiligte sich die SADF auch an Aktionen der UNITA, die immer weitere Gebiete infiltrierte. Diese gingen weit über die Blitzüberfälle der Vergangenheit hinaus, die hauptsächlich gegen die Benguela-Eisenbahn gerichtet waren. Der UNITA-Untergrundkrieg und die südafrikanischen Übergriffe hatten einen lähmenden Effekt auf die angolanische Wirtschaft, insbesondere die Landwirtschaft und Infrastruktur. Die Kämpfe führten zu hunderttausenden von Flüchtlingen. Die UNITA verlegte sich auch auf die Geiselnahme ausländischer Techniker.

### Cuito Cuanavale 1987/88
1987 startete die FAPLA mit sowjetischer Unterstützung eine große Offensive gegen die UNITA. Kuba und die Sowjetunion hatten hinsichtlich strategischer Auffassungen erhebliche Meinungsverschiedenheiten und die Kubaner beteiligten sich nicht. Sie hatten sogar davon abgeraten, da es den Südafrikanern einen Vorwand für eine Intervention in großem Stile liefern würde. So kam es auch. Als die Offensive erste Erfolge zeigte, intervenierte die SADF, die bereits den Süden Südwestangolas unter ihrer Kontrolle hatte, massiv. Sie stoppte den Vorstoß der FAPLA und warf sie zurück. Bis Anfang November 1987 hatten sie die FAPLA-Einheiten bei Cuito Cuanavale in die Enge getrieben und waren kurz davor, sie aufzureiben. Cuito Cuanavale war nur ein kleines Dorf, aber es gab einen bedeutenden Luftstützpunkt für die Überwachung und Verteidigung Südangolas und es wurde als Einfallstor nach Norden betrachtet. Die sowjetischen Berater waren auf dem afrikanischen Schauplatz unerfahren und trotz erheblicher materieller Unterstützung waren sie nicht imstande, den Verlauf der Schlacht umzukehren. Die UNITA versetzte der FAPLA eine Niederlage nach der anderen. In einem Tal in der Nähe des Lombaflusses wurden sie in die Flucht geschlagen, wobei die FAPLA große Mengen an zerstörter Ausrüstung zurücklassen mussten. 2000 Angolaner starben bei diesem Gefecht und ein Teil der angolanischen Armee wurde obendrein von der UNITA eingeschlossen.
Der UN-Sicherheitsrat verlangte den bedingungslosen Rückzug der SADF aus Angola, aber die USA stellten sicher, dass der Beschluss keine Folgen für Südafrika hatte. Der US Assistant Secretary of State für Africa Chester Crocker versicherte dem südafrikanischen Botschafter: „Die Resolution droht keine umfassenden Sanktionen an und sieht keinerlei Unterstützung für Angola vor. Das war kein Zufall, sondern ein Ergebnis unserer eigenen Anstrengungen, die Resolution in Grenzen zu halten.“
Als die Situation der eingeschlossenen angolanischen Truppen kritisch wurde, sahen sich die im Lande stationierten Kubaner gezwungen, einzugreifen, um ihre Verbündeten vor dem Untergang zu retten. Nach Ansicht der Kubaner hätte ein südafrikanischer Sieg nicht nur die Einnahme von Cuito bedeutet, sondern auch die Vernichtung der besten angolanischen Militäreinheiten und sehr wahrscheinlich auch das Ende Angolas als unabhängiger Staat. Am 15. November entschied sich Castro, die in Angola stationierten Truppen zu verstärken, und sandte frische Einheiten, Waffen und Ausrüstung, einschließlich Panzer, Artillerie, Boden-Luft-Raketen und Flugzeuge. Mit der Zeit wurde die Truppenstärke in Angola auf ca. 50.000 verdoppelt, wobei ca. 40.000 im Süden zum Einsatz kamen, wo die größten Auseinandersetzungen stattfanden. Es gelang Kuba, die südafrikanische Luftüberlegenheit zu brechen, was eine wichtige Voraussetzung für die Abwehr der SADF war. Castro wollte die Südafrikaner ganz aus Angola werfen und Cuito zu halten, war oberstes Gebot.
Wie schon 1975 wurde auch dieses Mal die Sowjetunion nicht vorab über die kubanischen Pläne informiert oder gefragt. Ein Grund lag in der zwischenzeitlich sehr angespannten Beziehung zwischen beiden Ländern. Castro betrachtete die Entspannungspolitik des sowjetischen Präsidenten Gorbatschow mit Missfallen und Misstrauen.

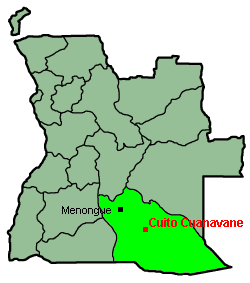
Lage von Cuito Cuanavale in Angola

Im Südosten Angolas kam es zwischen den kubanischen, angolanischen und südafrikanischen Streitkräften mit der Schlacht bei Cuito Cuanavale zur größten Schlacht, die auf dem afrikanischen Kontinent seit dem Zweiten Weltkrieg stattfand und in deren Verlauf fast 20.000 Soldaten ums Leben kamen. Flugzeuge und 1500 kubanische Soldaten verstärkten die FAPLA bei Cuito und der Ort und die Basis konnten gehalten werden. Am 23. März 1988 führte die SADF ihren letzten großen Angriff, der aber, wie es der SADF-Oberst Jan Breytenbach beschreibt, durch die vereinten kubanischen und angolanischen Kräfte „definitiv und völlig zum Stillstand gebracht wurde“. Während es jedoch selbst nach 6 Monaten bei Cuito zu keiner Entscheidung kam, rückten angolanische und kubanische Einheiten im Südwesten gegen die namibische Grenze vor. Die Südafrikaner, beeindruckt von der Plötzlichkeit und dem Umfang des kubanischen Einsatzes, zogen sich zurück, um größere Verluste zu vermeiden.
Am 26. Mai 1988 verkündete der Chef der SADF, dass schwer gepanzerte kubanische und SWAPO Kräfte zum ersten Mal vereint bis auf 60 km an die namibische Grenze herangekommen waren. Der südafrikanische Generalverwalter in Namibia gab am 26. Juni zu, dass kubanische MIG-23 über Namibia operierten, was eine dramatische Umkehr der bisherigen Verhältnisse darstellte. Der Himmel hatte bisher allein der SAAF gehört. Er fügte an, dass die „Anwesenheit der Kubaner einen Anflug von Unruhe und Sorge“ in Südafrika verursachte.
Während die Kämpfe bei Cuito weiter gingen und kubanische Einheiten den sich zurückziehenden Südafrikanern im Südwesten in Richtung Grenze folgten, gingen die Bemühungen um eine Verhandlungslösung weiter. Dieses Mal wurden sie jedoch nur unter Regierungen geführt, was die Teilnahme der UNITA ausschloss. Die zwei Fragen von wichtigster Bedeutung waren, ob Südafrika endlich die Umsetzung der Resolution 435 des UN-Sicherheitsrates akzeptieren würde, die die Unabhängigkeit Namibias vorsah und ob sich die Parteien auf einen Zeitrahmen für den Abzug der kubanischen Truppen aus Angola einigen konnten. Die Amerikaner hatten nicht im Sinn, die Kubaner in die Gespräche einzubeziehen. Castro ließ sie wissen, dass Verhandlungen unter Beteiligung Kubas wesentlich erfolgversprechender wären. Daraufhin ermächtigte US-Außenminister George P. Shultz die amerikanische Delegation, direkte Gespräche mit den Kubanern zu führen, jedoch mit der strikten Maßgabe, nur über Angola und Namibia, nicht aber über das US-Embargo über Kuba zu sprechen.

### Dreimächtevertrag 1988
Die kubanische Regierung trat am 28. Januar 1988 den Verhandlungen bei und war damit erstmals direkt an den Verhandlungen um die Zukunft Angolas und Namibias beteiligt. Die ersten Gespräche fanden im Präsidentenpalast in Luanda statt, wobei die Kampfhandlungen bei Cuito Cuanavale weiter gingen. Später wurden die Verhandlungen in Kairo, dann in Genf, London und schließlich in New York fortgesetzt. Südafrika beteiligte sich ab 3. Mai, wobei es die Hoffnung hegte, dass die Resolution 435 abgeändert würde. Verteidigungsminister Malan und Präsident P. W. Botha versicherten, dass sich Südafrika nur aus Angola zurückzieht, „wenn Russland und seine Stellvertreter dasselbe täten“. Sie erwähnten keinen Abzug aus Namibia. Am 16. März 1988 berichtete die Zeitung „Business Day“, dass Pretoria „anbot, sich nach Namibia zurückzuziehen – nicht aus Namibia — als Gegenleistung für einen Abzug der kubanischen Kräfte aus Angola. Damit wurde impliziert, dass Südafrika keine wirkliche Absicht hatte, in näherer Zukunft Gebiete aufzugeben“.
Aber die Kubaner hatten zwischenzeitlich die Verhältnisse in Angola umgekehrt. In der Tat fragten sich die US-Amerikaner, ob die Kubaner bei ihrem Vorstoß nach Süden an der namibischen Grenze Halt machen würden. Daher konterte Jorge Risquet die Forderung der Südafrikaner: „Die Zeit für ihre militärischen Abenteuer, für ihre Aggressionen, die sie ungestraft verfolgen konnten, für ihre Massaker an Flüchtlingen … ist abgelaufen…. Südafrika handelt, als ob es eine siegreiche Armee wäre und nicht als das, was es wirklich ist: ein geschlagener Aggressor, der sich zurückzieht…Südafrika muss sich der Tatsache stellen, dass es nicht am Verhandlungstisch erreichen kann, was ihm auf dem Schlachtfeld versagt blieb“. Crocker telegrafierte an Shultz, dass die Verhandlungen „vor dem Hintergrund wachsender militärischer Spannungen im Zusammenhang mit dem massiven kubanischen Aufmarsch in Südwestangola, nahe der namibischen Grenze, stattfanden… Der kubanische Aufmarsch in Südwestangola hat eine unvorhersehbare militärische Dynamik geschaffen“.
Im weiteren Verlauf der Kampfhandlungen, die unvermindert fortgesetzt wurden, griffen kubanische Kampfflugzeuge am 27. Juni 1988 SADF-Stellungen in der Nähe des Calueque-Staudammes, 11 km nördlich der namibischen Grenze an. Die CIA berichtete, dass die Kubaner die Lufthoheit über Südangola und Nordnamibia errungen hatten. Nur wenige Stunden nach diesem Angriff zerstörte die SADF eine Brücke in der Nähe des Dammes über den Kunenefluss, wie die CIA mutmaßte, um „den kubanischen und angolanischen Bodentruppen den leichten Zugang nach Namibia zu verwehren und die Anzahl der zu verteidigenden Stellungen zu reduzieren“.
Man einigte sich endlich am 8. August 1988 auf einen Waffenstillstand. Die letzten SADF-Truppen verließen Angola am 30. August, noch ehe der Zeitrahmen für den kubanischen Abzug besprochen worden war. Am 22. Dezember 1988, einen Monat vor dem Ende der Amtszeit Reagans, wurde in New York von Angola, Südafrika und Kuba der Dreimächtevertrag unterzeichnet. Dieser sah den Abzug der südafrikanischen Truppen aus Angola und Namibia, die Unabhängigkeit Namibias und den Abzug der kubanischen Truppen innerhalb von 30 Monaten aus Angola vor.
Der gestaffelte Abzug der kubanischen Truppen begann am 10. Januar 1989 und beendete 13 Jahre militärischer Präsenz. Am 25. Mai 1991, einen Monat früher als geplant, war er abgeschlossen. Mit dem Rückzug aus Angola wurden gleichzeitig kubanische Truppen aus Pointe-Noire (Republik Kongo) und Äthiopien abgezogen.

## Nachwirkungen
Trotz der Anstrengungen Südafrikas und Washingtons änderte Kuba den Gang der Geschichte im südlichen Afrika. Wie W. Freeman, Botschafter, US-Außenministerium, Abt. Afrikapolitik, es ausdrückte: „Castro kann sich als Vater der Unabhängigkeit Namibias bezeichnen und als den Mann, der dem Kolonialismus in Afrika ein Ende bereitet hat. In der Tat bewies Kuba in seinem Verhalten große Verantwortung und Reife und dies hätte eigentlich von den USA als wichtige Geste anerkannt werden sollen, die eine entsprechende Antwort verdient hätte. Doch die Politik der USA im Hinblick auf die Beziehungen zu Kuba ist absolut vergiftet und somit erhielt Kuba, das wirklich verantwortungsvoll gehandelt hatte, nicht im geringsten die verdiente Anerkennung“. Wenigstens Crocker gestand, als er Schultz während der Verhandlungen am 25. August telegrafierte: „Es ist eine Kunst die Kubaner zu lesen. Sie sind zum Krieg wie auch zum Frieden bereit. Wir erkennen hier erhebliches taktisches Geschick und wahrlich einfallsreiche Züge am Verhandlungstisch. Dies geschieht vor dem Hintergrund von Castros grandioser Toberei und der beispiellosen Machtvorführung seiner Armee auf dem Boden“.
Am 7. Dezember 1988 wurden in ganz Kuba gleichzeitig alle in Afrika gefallenen kubanischen Soldaten beigesetzt. Nach Regierungsangaben belaufen sich die Verluste aller „internationalistischen“ Missionen in Afrika ab den frühen 1960ern bis zum Abzug des letzten Soldaten aus Angola auf 2.077. Historiker schätzten die Verlustzahlen auf ca. 10.000. Von dem ersten geheimen Engagement am 24. April 1965 unter Ernesto Che Guevara bis zum Abzug der letzten Truppen am 25. Mai 1991 hatte Kuba 450.000 Soldaten und Entwicklungshelfer im Einsatz.
Während der Verhandlungen 1988 verlangte man von Südafrika die Freilassung Nelson Mandelas als Zeichen des Guten Willens. Dem ist Pretoria aber nicht nachgekommen. Mandela blieb bis zum 2. Februar 1990 im Gefängnis, als das ANC-Verbot aufgehoben wurde.
Im Juli desselben Jahres reiste Mandela nach Havanna, um Castro persönlich für seine zentrale Rolle im Kampf gegen die Apartheid zu danken. Er unterstrich Kubas wichtige Rolle in einer Ansprache in Havanna:
„Das kubanische Volk hat einen besonderen Platz im Herzen der Menschen von Afrika. Die kubanischen Internationalisten haben einen Beitrag zur afrikanischen Unabhängigkeit, Freiheit und Gerechtigkeit, der hinsichtlich seines prinzipientreuen und selbstlosen Charakters beispiellos ist. Wir in Afrika sind es gewohnt, Opfer von Ländern zu sein, die unser Land aufteilen und unsere Souveränität untergraben wollen. Es ist ohne Beispiel in der afrikanischen Geschichte, dass sich ein anderes Volk zur Verteidigung eines von unseren erhebt. Die Niederlage der Apartheidarmee war eine Inspiration für die mühsam kämpfenden Menschen in Südafrika! Ohne die Niederlage von Cuito Cuanavale wäre das Verbot unserer Organisationen nicht aufgehoben worden! Die Niederlage der rassistischen Armee bei Cuito Cuanavale machte es möglich, dass ich heute hier bin! Cuito Cuanavale war ein Meilenstein in der Geschichte des Kampfes um die afrikanische Befreiung!“
In den ersten freien Wahlen, die im November 1989 in Namibia abgehalten wurden, errang die SWAPO 57 % der Stimmen, obwohl Pretoria Anstrengungen unternommen hatte, den Ausgang zugunsten anderer Parteien zu beeinflussen. Namibia wurde im März 1990 unabhängig. Die Situation in Angola war alles andere als geklärt und das Land wurde für ein weiteres Jahrzehnt vom Bürgerkrieg zerrissen. Trotz freier Wahlen wollte Jonas Savimbi seine Niederlage nicht eingestehen und die Oppositionsbank in der Regierung einnehmen. Nochmals nahm die UNITA die Waffen auf. Frieden kehrte erst ein, als Savimbi bei einem FAPLA-Angriff 2002 ums Leben kam.

## Dokumentationen, Literatur, Weblinks
- Une Odyssee Africaine (Frankreich, 2006, 59mn) Regie: Jihan El Tahri
- ICAIC (Instituto Cubano del Arte e Industria Cinematográficos)
- George, Edward: The Cuban Intervention in Angola, 1965–1991, Frank Cass, London, 2005
- Gleijeses, Piero: Kuba in Afrika 1975–1991. In: Bernd Greiner/Christian Th. Müller/Dierk Walter (Hrsg.): Heiße Kriege im Kalten Krieg. Hamburg, 2006, ISBN 3-936096-61-9
- Gleijeses, Piero: Conflicting Missions: Havana, Washington, and Africa, 1959–1976 (The University of North Carolina Press)
- Arte TV: Fidel, der Che und die afrikanische Odyssee
- Departement Sozialwissenschaften der Universität Hamburg über den Krieg in Angola
- Afrika-Bulletin Nr. 123, August/September 2006 mit Schwerpunktthema Angola
- Deutsches Auswärtiges Amt zur Geschichte Angolas
- Welt Online: Wie Castro die Revolution exportierte
- Christine Hatzky: Kuba in Afrika
- The National Security Archive: Secret Cuban Documents on Africa Involvement
- Saney, Isaac, „African Stalingrad: The Cuban Revolution, Internationalism and the End of Apartheid,“ Latin American Perspectives, Vol. 33, No. 5 (September 2006): S. 81–117.
- Nelson Mandela & Fidel Castro, How Far We Slaves Have Come! (New York:Pathfinder Press, 1991)
- Pazzanita, Anthony G, „The Conflict Resolution Process in Angola.“ The Journal of Modern African Studies Vol. 29 No 1 (March 1991): S. 83–114.
- Jay Malin Sr., Cuba in Angola, Miami: University of Miami & Coral Gable, 1987
- Stockwell, John, In Search of Enemies: A CIA Story (New York: W.W. Norton & Co. Inc., 1978)
- Truth and Reconciliation Commission of South Africa, Truth and Reconciliation Commission of South Africa Report: Volume Two: Repression and Resistance